# Bleptinodes perumbrosa
Bleptinodes perumbrosa är en fjärilsart som beskrevs av George Francis Hampson 1989. Bleptinodes perumbrosa ingår i släktet Bleptinodes och familjen nattflyn. Inga underarter finns listade i Catalogue of Life.